# Cofradía de Nuestra Señora de los Dolores (Albacete)
La Cofradía de Nuestra Señora de los Dolores, Jesús de la Pasión en su caída y Cristo Resucitado, más conocida como La Dolorosa, es una cofradía de la Semana Santa de Albacete (España). Es la cofradía más antigua de Castilla-La Mancha.
Tiene su sede canónica en la Catedral de San Juan Bautista de Albacete. Fue fundada el 28 de junio de 1761 en el Convento de San Francisco de Albacete. 
La tradición identifica su antigua imagen con el escultor Francisco Salzillo. Actualmente cuenta con tres imágenes: Nuestra Señora de los Dolores (1941), Jesús Resucitado (1944) y Jesús de la Pasión en su caída (1992). Sus dos imágenes más antiguas fueron destruidas.
Procesiona en Miércoles Santo (La Pasión), Jueves Santo (El Encuentro), Viernes Santo (Santo Entierro), Sábado Santo (Asilo de San Antón) y Domingo de Resurrección (El Resucitado). Su hábito está compuesto por capuz azul, túnica azul y capa azul brillante.

## Enlaces de interés
- Wikimedia Commons alberga una categoría multimedia sobre Cofradía de Nuestra Señora de los Dolores.

- Datos: Q43231478